# Neoseiulus campanus
Neoseiulus campanus är en spindeldjursart som beskrevs av John Stanley Beard 200. Neoseiulus campanus ingår i släktet Neoseiulus och familjen Phytoseiidae. Inga underarter finns listade i Catalogue of Life.